# Васютин, Сергей Николаевич
Сергей Николаевич Васютин (2 июля 1957, Кемерово, СССР) — советский и российский футбольный тренер. Отличник физической культуры и спорта.

## Биография
В детстве занимался в группе подготовки при «Кузбасс» Кемерово, непродолжительное время играл в первенстве области на позиции вратаря. После окончания школы в 1974 году создал дворовую команду «Заря» Кемерово, которую тренировал в течение нескольких лет. С 1987 года — тренер в отделении футбола Училища олимпийского резерва Ленинска-Кузнецкого. На базе УОР создал команду «Заря», которая в 1990—1991 годах под названием «Шахтёр» выступала во второй лиге первенства СССР. Был главным тренером «Зари» до 1997 года (в 1993—1997 годах команда выступала в первой российской лиге) и в 2005 — первой половине 2007 года. Также работал главным тренером в командах «Кузбасс» Кемерово (1998—1999), «Иртыш» Омск (2000), «Чкаловец-Олимпик» Новосибирск (2001).
Ряд футболистов, тренировавшихся под руководством Васютина в «Заре» и УОР, впоследствии выступали за национальные сборные — Алексей Смертин, Александр Головин (оба — Россия), Сергей Кормильцев (Россия, Украина), Андрей Морев и Олег Мусин (оба — Казахстан), Геннадий Тумилович (Белоруссия).
В последнее время — старший тренер-преподаватель, главный тренер отделения футбола УОР города Ленинск-Кузнецкого. В 1993 году окончил Новокузнецкий педагогический институт, также имеет незаконченное высшее медицинское образование (Кемеровский медицинский институт).
Награждён медалями «За особый вклад в развитие Кузбасса» II и III степени, «60 лет Кемеровской области», «За служение Кузбассу», «За достойное воспитание детей», «За веру и добро», «За особый вклад в развитие города Ленинск-Кузнецкого» III степени.